# Eggenthal

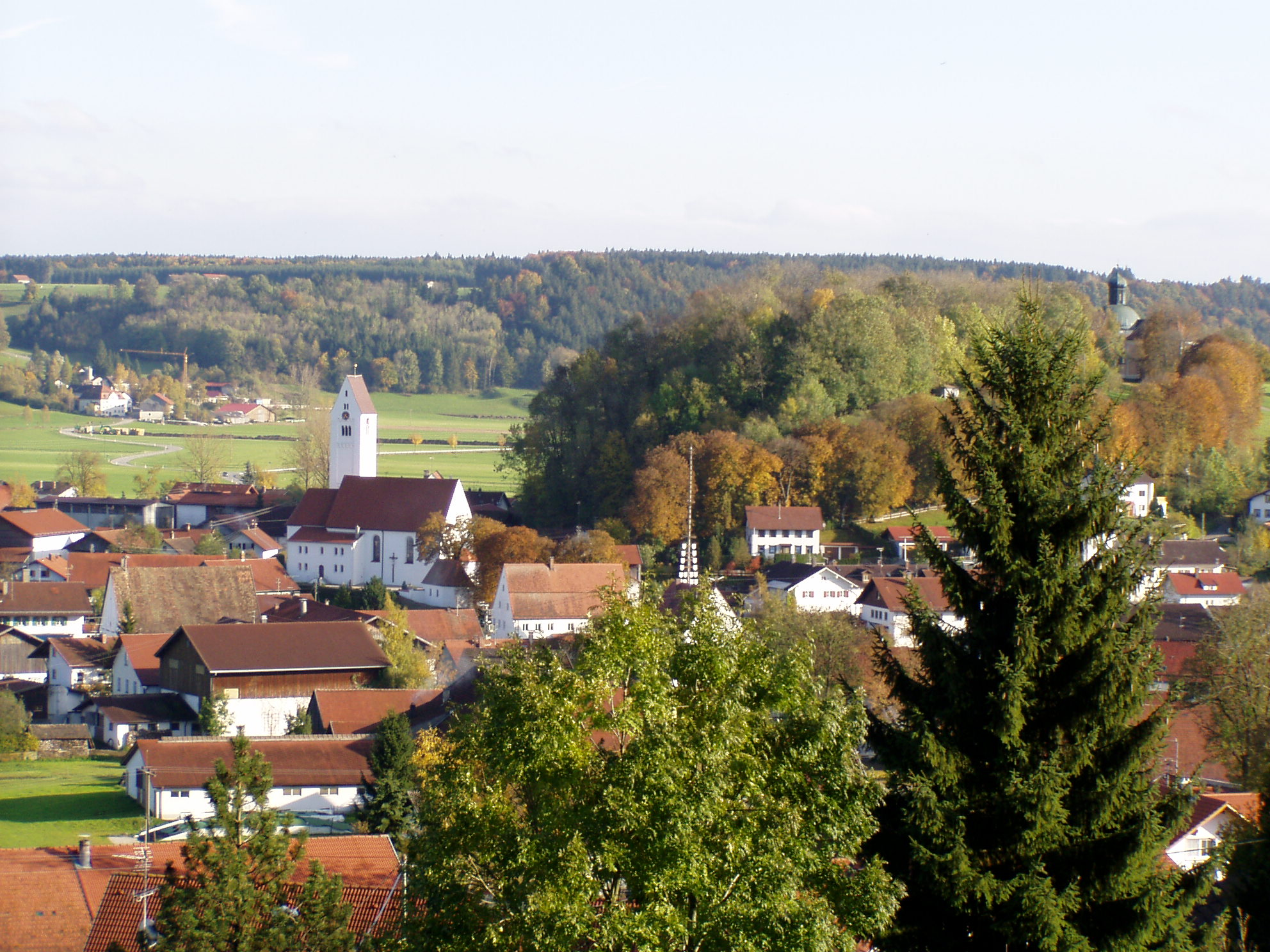
Eggenthal

Eggenthal es un municipio en el distrito de Algovia Oriental en Baviera en Alemania.

## Geografía
Eggenthal se encuentra en el borde de Algovia.
Contiene los distritos de Bayersried y Eggenthal. Además, se encuentran los pueblos de Romatsried y Holzstetten y varias pequeñas aldeas. En Romatsried se encuentra el castillo Romatsried, posiblemente ya habitado desde la Edad del Bronce.

## Política

### Bürgermeister
El alcalde gobernante desde mayo de 2008 es Harald Polzer (Freie Wähler).

### Escudo de armas
Descripción: En rojo sobre fondo verde, un hito plateado con la palabra NAWE en el pedestal, acompañado de dos mazas con tallos dorados divididos en un total de cinco veces por bandas plateadas y negras.

## Economía e infraestructura

### Economía
En el año 1998 había siete personas trabajando en el campo de la agricultura y la silvicultura, 115 en la industria manufacturera y siete en el campo del comercio y el transporte. En otros sectores de la economía, 38 personas estaban empleadas en un seguro social en el lugar de trabajo. Había un total de 364 empleados en el lugar de residencia. En la industria manufacturera (así como en la industria extractiva) se hallaba una explotación de minerales y cinco sectores de construcción. Además, en 1999 había 76 granjas con un área agrícola de 1628 hectáreas de tierras cultivables y 1592 hectáreas de pastos permanentes.

### Educación
Desde 1999, existen 50 guarderías de kindergarten con 36 niños.

## Nacidos en Eggenthal
- Johannes Hops (1681 - después de 1730), escultor;
- Franz Xaver Bernhard (1726–1780), pintor de iglesias del Barroco;
- Joseph Leitkrath (1736 o 1738-1811), pintor y fresquista del Rococó.

## Galería

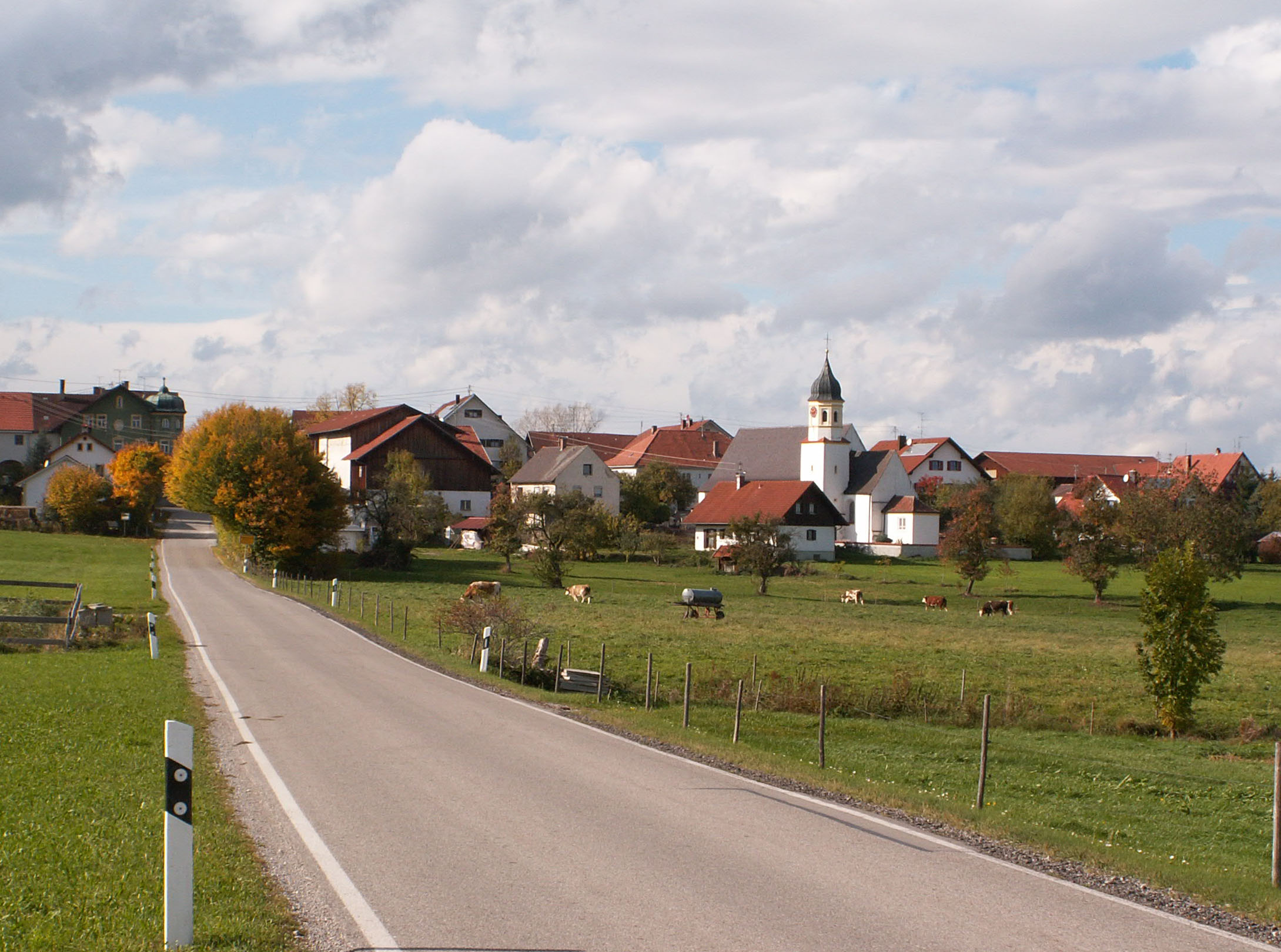
Bayersried desde el este
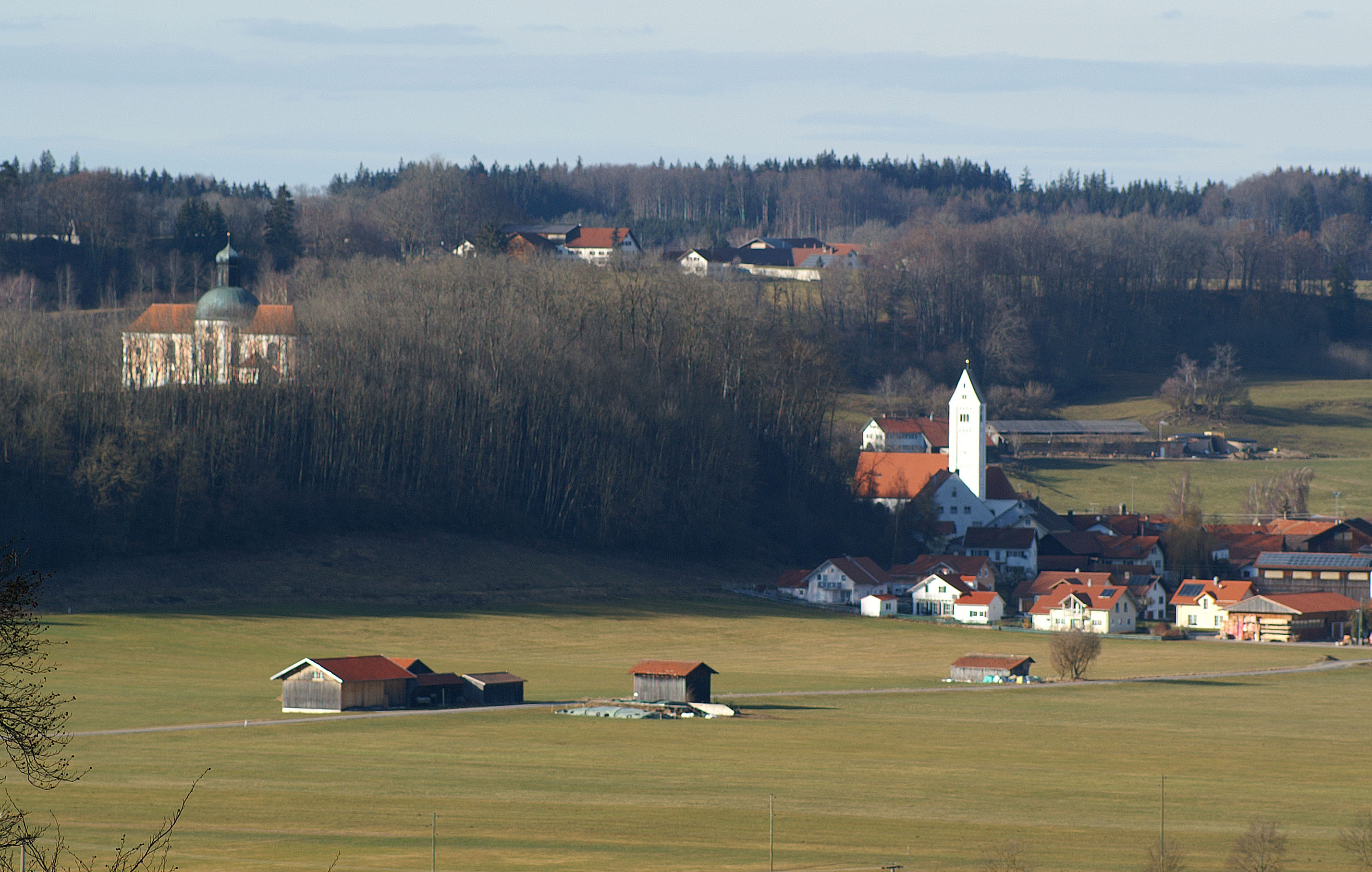
Eggenthal desde el sureste
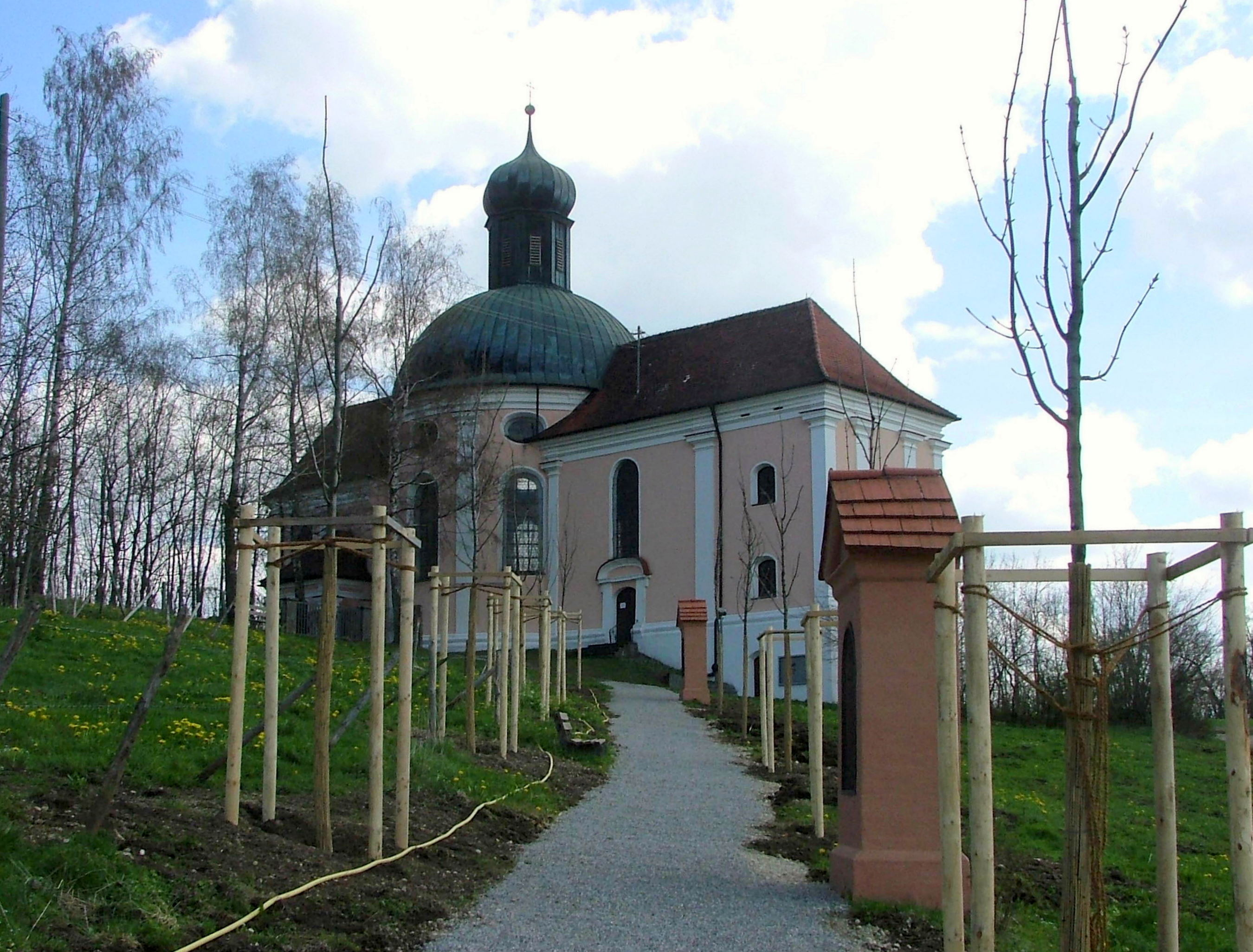
Kreuzweg
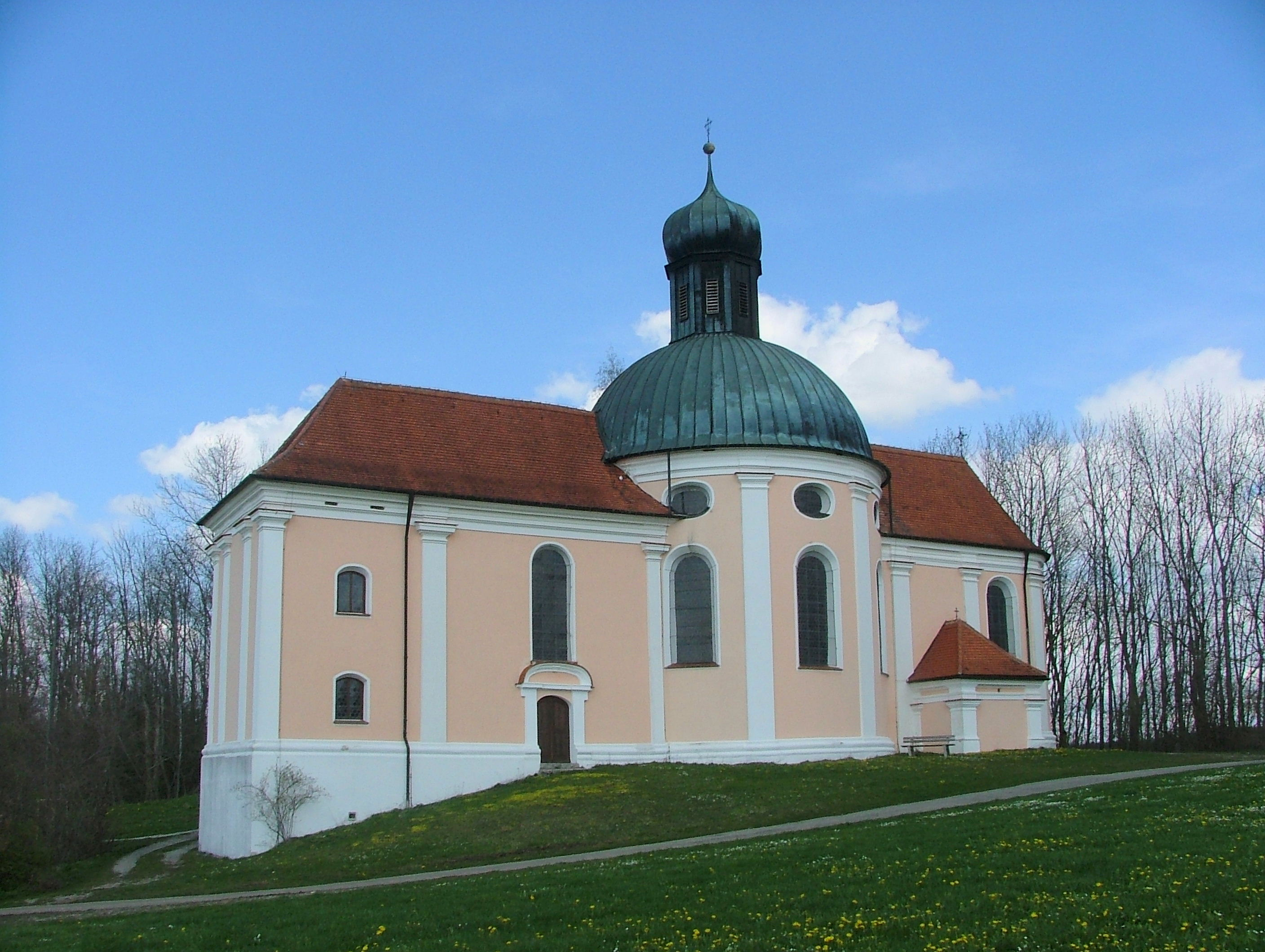
Maria-Seelenkapelle
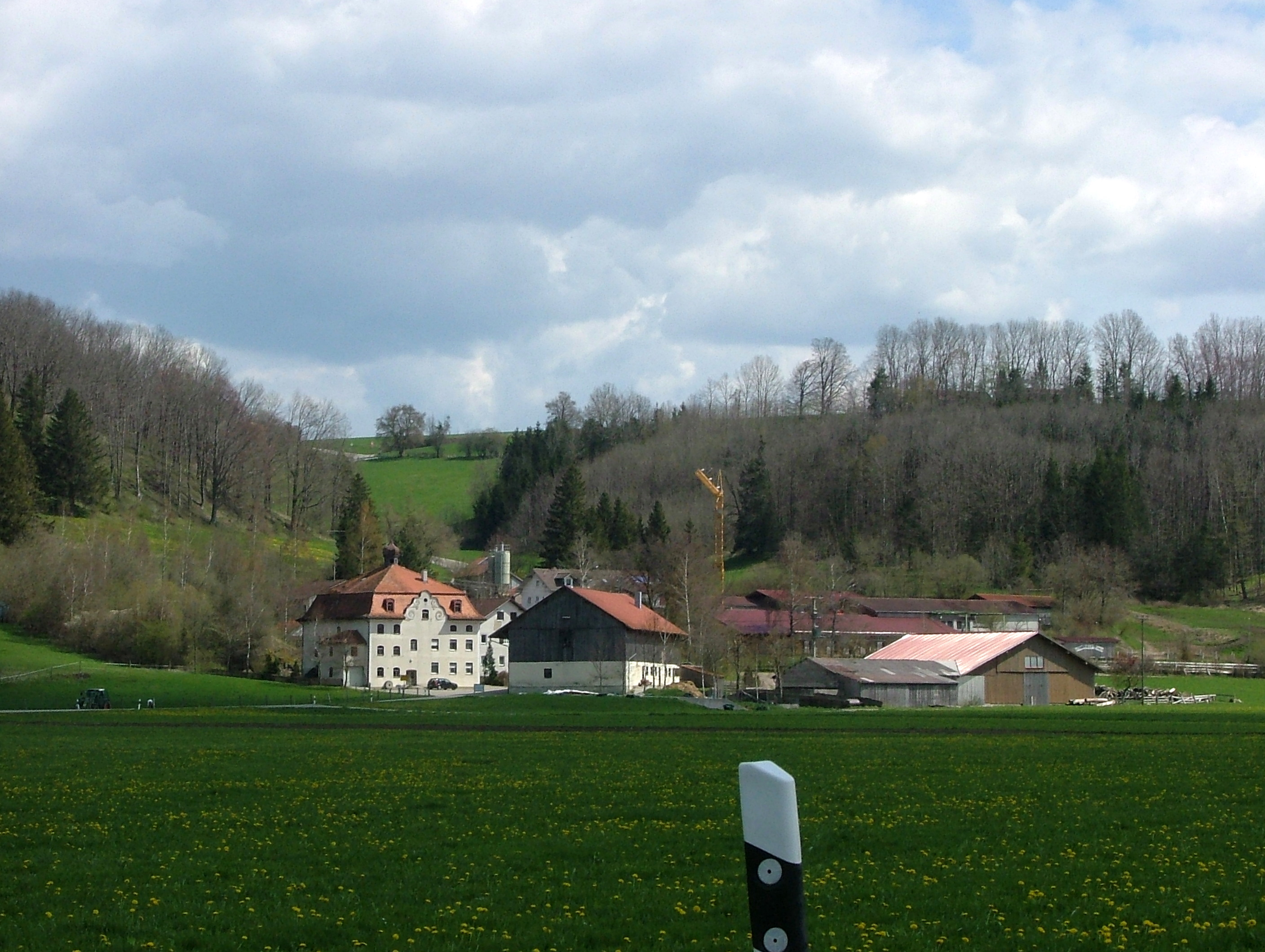
Schleifmühle
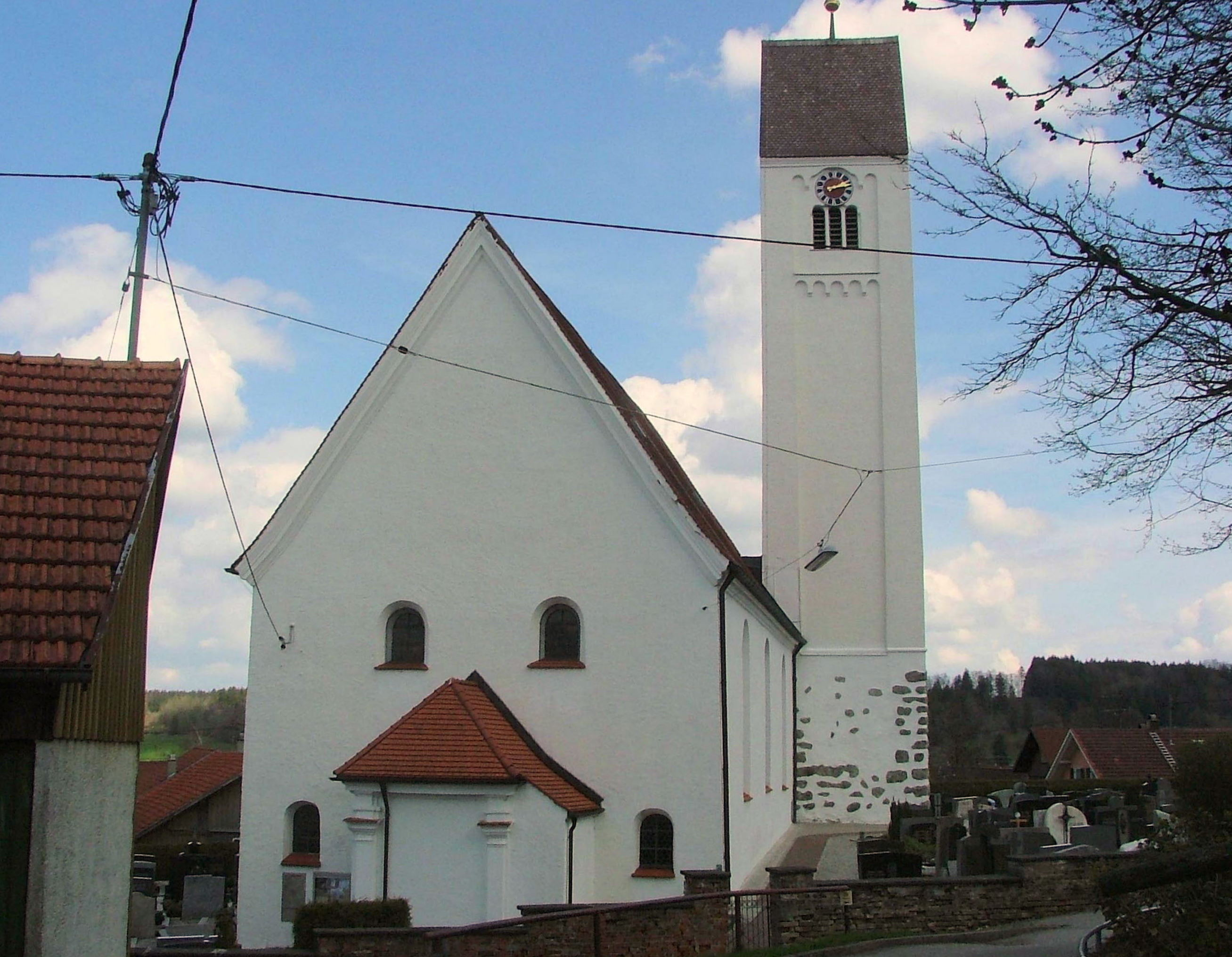
St. Afra